# Partido Socialdemócrata (Estonia)
El Partido Socialdemócrata (en estonio: Sotsiaaldemokraatlik Erakond, SDE) es un partido político socialdemócrata estonio, actualmente liderado por Lauri Läänemets.
El partido era conocido anteriormente como el Partido Popular Moderado (en estonio: Rahvaerakond Mõõdukad). El SDE es miembro del Partido de los Socialistas Europeos desde el 16 de mayo de 2003 y de la Internacional Socialista desde noviembre de 1990 hasta 2017.

## Historia

### 1980-actualidad
Para la historia de la Socialdemocracia Estonia antes de la década de 1980, ver Partido de los Trabajadores Socialdemócratas Estonios
Durante la era de la perestroika, se formó el Partido Socialdemócrata Estonio (Eesti Sotsiaaldemokraatlik Partei, ESDP) a medida que los movimientos socialdemócratas de Estonia se fusionaron en 1990. Los movimientos fueron: el Partido Laborista Democrático Estonio, el Partido de la Independencia Socialdemócrata Estonia, el Partido Socialdemócrata Ruso de Estonia y la Asociación Extranjera del Partido Socialista de Estonia (sucesor del Partido Socialista de los Trabajadores Estonios en el exilio). La primera líder del ESDP fue Marju Lauristin. Restauraron sus contactos con la Internacional Socialista en 1990. El ESDP formó una alianza electoral con el agrario Partido del Centro Rural Estonio (formado en 1990) para las elecciones de 1992 y 1995. En 1996, después de la derrota electoral, estos dos partidos finalmente se fusionaron y se llamaron Moderados (Mõõdukad). Los Moderados fueron aceptados como miembros de pleno derecho de la Internacional Socialista en su vigésimo congreso en septiembre de 1999.
En 1999, los Moderados y el centroderechista Partido Popular, creado en mayo de 1998 después de una fusión del Partido de los Campesinos y el Partido Popular de los Republicanos y Conservadores (un grupo disidente de 1994 de la Unión Pro Patria) formaron el Partido Popular Moderado (Rahvaerakond Mõõdukad). La decisión aparentemente improbable de fusionarse tuvo lugar el 29 de mayo de 1999, con algunos comentaristas extranjeros trazando paralelos con los "socialistas de derecha". En noviembre del mismo año, la unificación fue formalmente aprobada por la asamblea general del partido.
Los contactos de los Moderados con los predecesores del Partido Popular comenzaron en 1998. Los dos partidos tenían una lista conjunta en las elecciones parlamentarias de 1999 y formaron una coalición gobernante con Unión Pro Patria y el Partido Reformista. En 2003, el Partido Popular Moderado se unió al Partido de los Socialistas Europeos. Después de resultados decepcionantes en las elecciones de 2003, el partido se renombró Partido Socialdemócrata (SDE) el 7 de febrero de 2004.
Fue el partido más exitoso en las elecciones al Parlamento Europeo de 2004, obteniendo el 36,8% de los votos nacionales (la mayoría de los cuales fueron para su principal candidato Toomas Hendrik Ilves) y logrando 3 eurodiputados.
El SDE está comprometido con el modelo de economía social de mercado, además de los valores socialdemócratas convencionales, como la igualdad, la justicia social, la solidaridad y el estado del bienestar. El 10 de mayo de 2005 se unieron a ellos los ex socioliberales Peeter Kreitzberg y Sven Mikser. El 28 de noviembre, el ex socioliberal Mark Soosaar se reincorporó al SDE. El partido estuvo en la oposición desde 2002, pero participaron en conversaciones para un candidato presidencial alternativo común a Arnold Rüütel, Toomas Hendrik Ilves fue elegido el 23 de septiembre de 2006 como el próximo presidente de Estonia (además de los socialdemócratas, recibió el apoyo del Partido Reformista Estonio, la Unión Pro Patria y los diputados de Res Publica).
Después de las últimas elecciones locales el 16 de octubre de 2005, el partido en la mayoría de las ciudades principales fue oposición, pero fue parte de la coalición gobernante en Rakvere y Tapa. El partido mejoró su posición en la mayoría de las áreas. En Tallin, formó una lista conjunta con la agraria Unión Popular, que obtuvo 6 escaños de 63 escaños con el 11,1% de los votos. En comparación con las elecciones locales de 2003 en Tallin, SDE y Unión Popular obtuvieron escaños. En las elecciones de 2003, SDE obtuvo un 4,9% de votos y la Unión Popular un 3,4% de votos, ambos por debajo del umbral de 5% de elecciones. En Estonia, las listas locales del SDE obtuvieron el 6,43% de los votos. En 2003 obtuvieron solo 4,39% de los votos a nivel nacional. SDE está hoy representada en 65 ayuntamientos de 206 y gobierna en 20 ayuntamientos. Después de las elecciones de 2003, el partido estuvo representado en 104 ayuntamientos de 247.
El objetivo de SDE en las elecciones parlamentarias de Estonia de 2007 fue ganar al menos 17 escaños de 101. La miembro independiente del actual Riigikogu, Liina Tõnisson, se postuló como candidata en su lista. Todos los eurodiputados de SDE y sus parlamentarios actuales fueron candidatos en las elecciones de 2007. El partido obtuvo 58.354 votos (10,6% del total), una ganancia de +3,6%; ganó 10 escaños en el nuevo Riigikogu, una ganancia de cuatro.
En abril de 2007, los socialdemócratas se unieron al gobierno de coalición liderado por el Partido Reformista Estonio.
En las elecciones parlamentarias del 6 de marzo de 2011, el SDE recibió el 17,1% de los votos y 19 escaños.
El pequeño Partido Ruso en Estonia se fusionó con el SDE en 2012.
Después de la renuncia del primer ministro Andrus Ansip, un nuevo gabinete prestó juramento el 26 de marzo de 2014, con Taavi Rõivas del Partido Reformista sirviendo como primer ministro en coalición con el SDE.
En las elecciones europeas de 2014 celebradas el 25 de mayo de 2014, el SDE ganó el 13,6% de los votos nacionales, logrando un solo eurodiputado.
En las elecciones parlamentarias del 1 de marzo de 2015, el SDE recibió el 15,2% de los votos y 15 escaños en el Riigikogu. Después de la formación de la coalición con Reforma e IRL, el diputado Jevgeni Ossinovski anunció que desafiaría a Sven Mikser en el congreso del partido el 30 de mayo de 2015. Sin embargo, Mikser renunció antes de las elecciones en el congreso y Ossinovski fue elegido como el nuevo líder del partido. El 7 de noviembre de 2016, el Partido Socialdemócrata e IRL anunciaron que estaban pidiendo la renuncia del Primer ministro Taavi Rõivas y estaban planeando negociar un nuevo gobierno mayoritario. En el siguiente voto de confianza el 9 de noviembre, la mayoría de Riigikogu votó a favor de destituir al gobierno del primer ministro.
El 23 de noviembre de 2016, un nuevo gobierno de coalición formado por el Partido del Centro Estonio, SDE e IRL tomó posesión.

## Líderes del partido

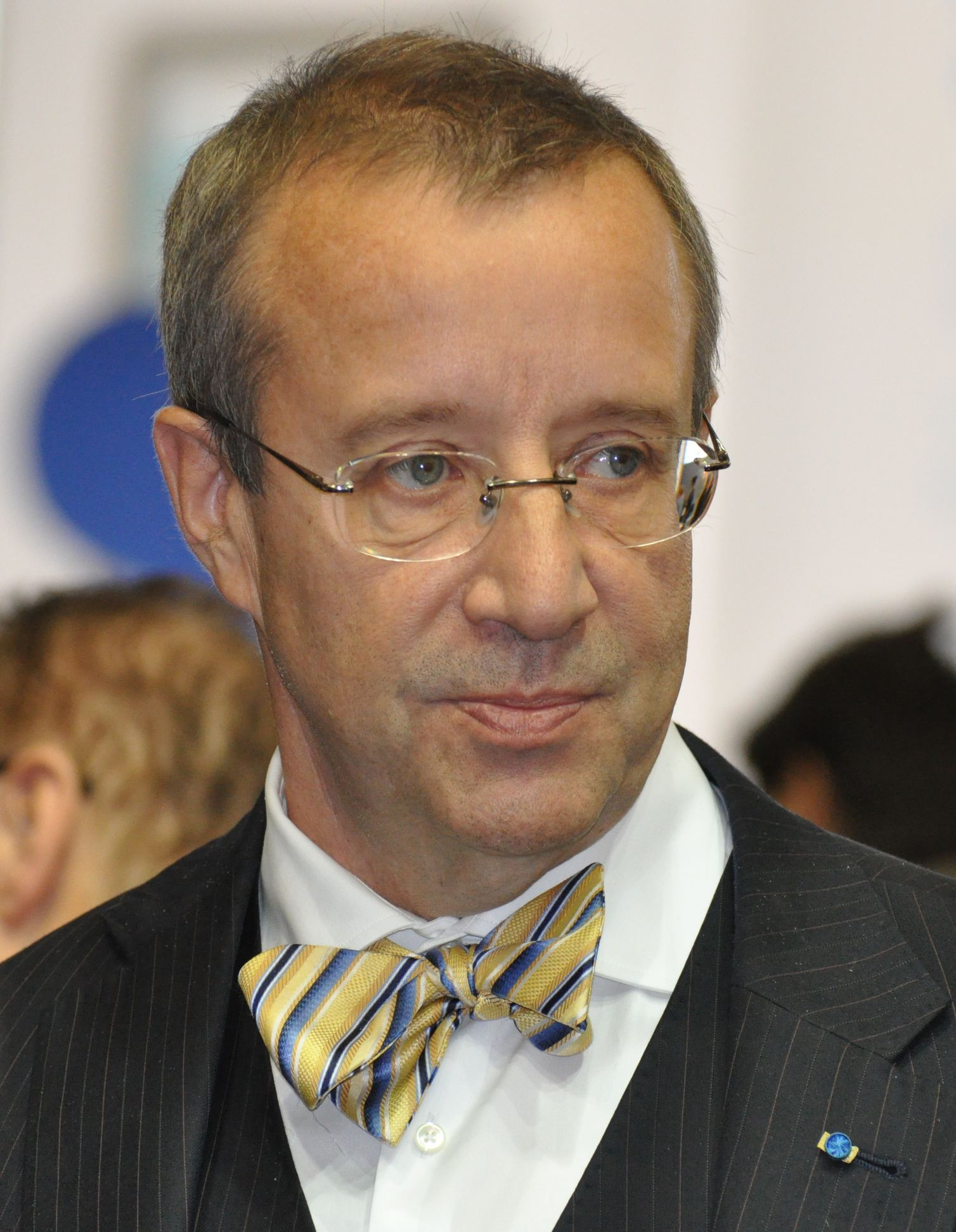
Toomas Hendrik Ilves es un ex Presidente de Estonia

- Marju Lauristin 1990–1995
- Eiki Nestor 1995–1996
- Andres Tarand 1996–2001
- Toomas Hendrik Ilves 2001–2002
- Ivari Padar 2002–2009
- Jüri Pihl 2009–2010
- Sven Mikser 2010–2015
- Jevgeni Ossinovski 2015–2019
- Indrek Saar 2019–2022
- Lauri Läänemets 2022-

## Resultados electorales

### Elecciones parlamentarias
|  | 9,7 % |

|  | 6,0 % |

|  | 15,2 % |

|  | 7,0 % |

|  | 10,6 % |

|  | 17,1 % |

|  | 15,2 % |

|  | 9,8 % |

|  | 9,3 % |

### Elecciones al Parlamento Europeo
|  | 36,8 % |

|  | 8,7 % |

|  | 13,6 % |

|  | 23,3 % |

## Períodos en el Gobierno
1992–1994, 1994–1995, 1999–2002, 2007–2009 participaron en tres gobiernos de centroderecha con la actual Unión Pro Patria y el Partido Reformista. Los socialdemócratas estuvieron en el primer gobierno de Mart Laar en 1992–1994, en el gobierno de Andres Tarand en 1994-1995 (a menudo llamado Gobierno de Paz de Navidad (jõulurahu valitsus)) y en el segundo gobierno de Mart Laar en 1999–2002 (a menudo llamado Triple Alianza (kolmikliit)) y de 2007 a 2009, cuando los ministros socialdemócratas fueron expulsados del gobierno.

## Miembros del Parlamento estonio (Riigikogu)
Diputado, distrito electoral

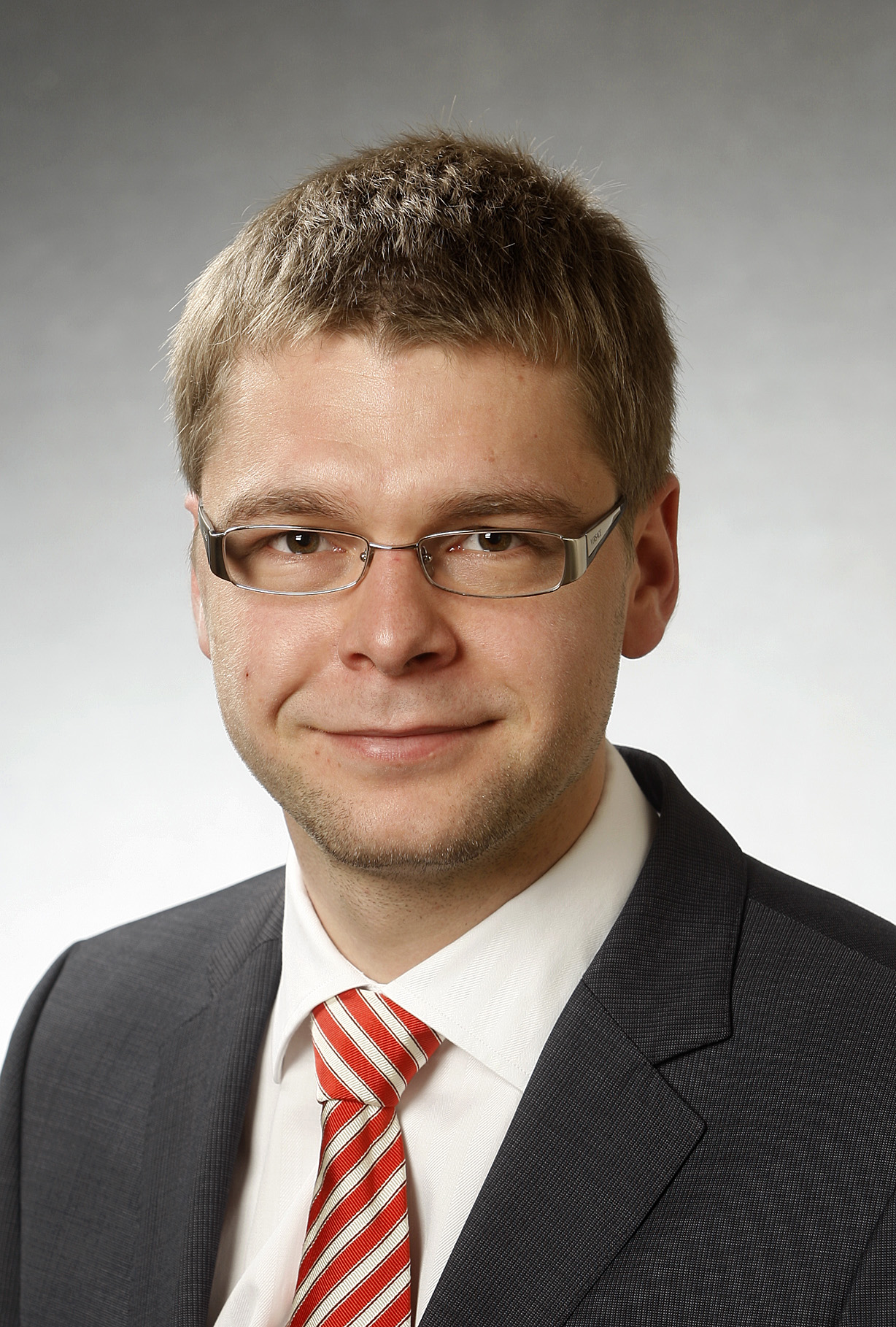
Jevgeni Ossinovski

- Jevgeni Ossinovski, Keslinn, Lasnamäe y Pirita, presidente de la facción
- Riina Sikkut, Haabersti, Põhja-Tallinna y Kristiine, vicepresidente de la facción
- Marina Kaljurand, Harju- y Raplamaa
- Kalvi Kõva, Võru-, Valga- y Põlvamaa
- Helmen Kütt, Järva- y Viljandimaa
- Sven Mikser, Haabersti, Põhja-Tallinna y Kristiine
- Ivari Padar, Võru-, Valga- y Põlvamaa
- Heljo Pikhof, Ciudad de Tartu
- Katri Raik, Ida-Virumaa
- Indrek Saar, Lääne-Virumaa

## Miembros del Parlamento Europeo
Desde 2019 el SDE tiene 2 eurodiputados:
- Marina Kaljurand
- Sven Mikser